# گارد ساحلی موریس
گارد ساحلی موریس (به انگلیسی: Mauritius Coast Guard) یکی از شاخه‌های نیروهای مسلح جمهوری موریس است که مسئولیت حفظ امنیت دریایی، اجرای قوانین مربوط به آب‌های سرزمینی، مقابله با قاچاق و حفاظت از منابع دریایی این کشور را بر عهده دارد. این نیرو در سال ۱۹۷۴ تأسیس شد و تحت نظارت نیروی دفاعی موریس فعالیت می‌کند. گارد ساحلی موریس همچنین در عملیات‌های جستجو و نجات و کمک‌رسانی در شرایط اضطراری دریایی نقش دارد. مقر اصلی این نیرو در شهر پورت لوئیس، پایتخت موریس، قرار دارد.